# Maskinglättat papper
Maskinglättat papper, eller MG-papper ("Machine glazed paper"), är en papperskvalitet, där den ena sidan (virasidan) glättats genom att torkas över en typ av yankeecylinder med polerad yta. 
När pappersytan i en pappersmaskin är i kontakt med den upphettade ytan på den högpolerade MG-torkcylindern tillräckligt länge, plasticeras ytfibrerna, vilket gör den sidan av papperet glattare.
Blekt MG-papper används till exempel för förpackningar för livsmedel och hygienprodukter. Oblekt MG kraftliner kan till exempel användas för bärkassar, kuvert och för mellanläggningspapper för glasskivor och stålskivor.